# 초원의 빛 (드라마)
《초원의 빛》은 1997년 3월 3일부터 1997년 11월 1일까지 KBS 1TV에서 방영된 한국방송공사 TV소설이다.

## 기획 의도
1970년대부터 1980년대 사이를 배경으로 역경을 극복하는 오누이의 삶을 통해, 어렵지만 사랑을 잃지 않고 살아가는 한국인의 끈질긴 생명력을 그려가는 드라마

## 등장 인물
- 차광수 (아역 : 서재경) : 박수영 역

영섭의 아들. 어려운 환경에도 굴하지 않고 검정고시를 거쳐 의사의 꿈을 이루는 입지전적인 인물.
- 유호정 (아역 : 권해광) : 박수진 역

영섭의 딸. 밝고 명랑한 인물로 규남의 집에서 일한다. 지우를 좋아했으나 병기와 결혼한다.
- 임채무 : 규남 역

병기, 인경의 아버지. 부자가 된 가장.
- 현석 : 영섭 역

수영, 수진의 아버지. 몰락한 집안 가장. 불편한 몸을 이끌고 공사장에서 막노동을 한다.
- 박정수 : 정숙 역

병기, 인경의 어머니.
- 김규철 : 병기 역

규남과 정숙의 철없는 아들.
- 윤유선 : 인경 역

규남과 정숙의 딸. 지우를 좋아한다.
- 전광렬 : 한지우 역

수진과 인경의 사랑을 받는다. 인경과 결혼한다.
- 엄유신 : 수영과 수진의 엄마 역
- 안병경 : 만득이 아저씨 역
- 김형자 : 예분이 아줌마 역
- 경인선 : 옥자 역
- 임선택
- 故 한경선
- 임대호
- 정은숙
- 이민우

## 참고 사항
- 현석이 분한 영섭 역은 당초 임현식[1]이, 성인 박수영 역의 손창민[2]이 출연하기로 하였으나 이내 고사하였다.
- 당초 1997년 8월 말 끝낼 예정이었으나, 꾸준한 인기[3]에 힘입어 1달 늘린 9월 말 종영으로 가닥을 잡았다.
- 그러나, 후속작이었던 <아씨>가 스타급 주연의 캐스팅 문제나, TV소설 시간대에는 광고가 붙지 않는다는 이유로 편성에 어려움을 겪어 9시 주말극으로 시간대가 변경되는 바람에 2달 늘린 11월 초 막을 내렸다.
- 이 드라마의 연장으로 유호정은 KBS 2TV <그대 나를 부를 때>에서 김지수가 맡은 여주인공 김인화 역을 고사하였고, 박지현 작가의 후속작 <살다보면> 집필과 주요 배우들 섭외 계획이 98년 초로 미뤄졌다.
- 초반엔 부진을 면치 못했으나, 갈수록 시청자들의 눈길을 모아 주간 시청률 10위에 오르는 등 큰 인기를 끌었다.[4]
- 1997년 11월, 가족의 소중함과 따뜻한 인간애를 일깨웠다는 점을 인정받아, 이달의 좋은 프로그램에 선정되었다.[5]